# Drony
Drony – album studyjny duetu hip-hopowego Fisza i Emade sygnowany jako Fisz Emade Tworzywo, premiera odbyła się 21 października 2016 roku. Płytę promowały single „Telefon” oraz „Biegnij dalej sam”. Promocja albumu była wzbogacona o trasę koncertową, która rozpoczęła się w dniu premiery wydawnictwa.
Nagrania uzyskały status złotej płyty.

## Lista utworów
Opracowano na podstawie materiału źródłowego.
1. „Telefon” – 3:22
2. „Parasol” – 5:10
3. „Fanatycy” – 5:22
4. „Biegnij dalej sam” – 5:06
5. „Kręte drogi” – 4:44
6. „Duch” – 4:56
7. „Samochody” – 3:59
8. „Skąd przybywasz” – 3:21
9. „Komputer” – 4:19
10. „Sarny” – 7:53
11. „Drony” – 3:17
12. „Bzyk” – 5:50